# Кумар, Виджай (учёный)
Виджай Кумар (Vijay Kumar; род. 12 апреля 1962, Патна, Индия) — индийско-американский учёный в области робототехники. Член Национальной инженерной академии США (2013) и Американского философского общества (2018), декан Пенсильванского университета (Nemirovsky Family Dean).

## Биография
Окончил Индийский технологический институт в Канпуре (бакалавр технологий). В Университете штата Огайо получил степени магистра наук (1985) и доктора философии по механической инженерии (1987). С того же 1987 года работает в Пенсильванском университете, где в 1998—2004 году руководил лабораторией GRASP, в 2005—2008 гг. заведовал кафедрой механической инженерии и прикладной механики, с 2015 года декан University of Pennsylvania School of Engineering and Applied Science. В 2012—2013 годах ассистент-директор Office of Science and Technology Policy. Соучредитель стартапа Bio Software Systems в Кэмдене (Нью-Джерси).
В 2014—2017 годах редактор Journal of Mechanisms and Robotics Американского общества инженеров-механиков.
Член консультативного совета журнала Science Robotics AAAS.
Член Robotics International of SME.
Фелло Американского общества инженеров-механиков (2003) и IEEE (2005).
Автор более 400 работ, в том числе книг.

## Награды и отличия
- Presidential Young Investigator Award[англ.], Национальный научный фонд (1991)
- Lindback Award for Distinguished Teaching Пенсильванского университета (1996)
- Freudenstein Award (1997)
- ASME Mechanisms and Robotics Award[англ.] (2012)
- IEEE Robotics and Automation Society[англ.] Distinguished Service Award (2012)
- World Technology Network (wtn.net) award (2012)
- Engelberger Robotics Award (2014)
- IEEE Robotics and Automation Society George Saridis Leadership Award in Robotics and Automation (2017)

Также отмечался Best paper award от DARS 2002, ICRA 2004, ICRA 2011, RSS 2011, RSS 2013.